# Вербицкий, Алексей Иванович
Алексей Иванович Вербицкий (род. 30 марта 1954, Грозный) — генерал-лейтенант Вооружённых сил Российской Федерации, заместитель командующего войсками Северо-Кавказского военного округа в 2005 году; командующий 2-й гвардейской общевойсковой армией в 2001—2005 годах.

## Биография
Родился 30 марта 1954 года в Грозном. Окончил Орджоникидзевское высшее общевойсковое командное училище в 1975 году, Военную академию имени М. В. Фрунзе в 1983 году, Военную академию Генерального штаба ВС РФ в 1999 году и Самарский государственный экономический университет в 2006 году.
Начинал службу как командир мотострелкового взвода. Командир 10-й гвардейской танковой дивизии с 20 июня 1994 года по 2 июля 1997 года. Произведён в генерал-майоры 5 мая 1995 года. До 2001 года занимал пост заместителя командующего 58-й армией в Северо-Кавказском военном округе. Участник контртеррористической операции в Чечне: лично вёл своих подчинённых в атаку на южных подступах к Грозному; вместе с генералом Шамановым в январе 2000 года участвовал в боях против сил ЧРИ у Волчьих ворот (вход в Аргунское ущелье). Командующий 2-й гвардейской общевойсковой армией в звании генерал-майора (пост занимал с 18 сентября 2001 года по февраль 2005 года). Занимал пост заместителя командующего войсками Северо-Кавказского военного округа с февраля по август 2005 года.
В 2009—2015 годах занимал пост Главного федерального инспектора по Кабардино-Балкарской Республике аппарата Полномочного представителя Президента Российской Федерации в Южном федеральном округе (назначен на пост 28 сентября 2009 года). 23 апреля 2015 года назначен советником Главы Республики.

## Награды
- Орден Мужества[2]
- Орден «За военные заслуги»[2]
- Медаль «За безупречную службу» I, II и III степеней[7]
- Медаль «60 лет Вооружённых Сил СССР»[7]
- Медаль «70 лет Вооружённых Сил СССР»[7]
- иные медали[7]
- Медаль «За проявленное мужество» (12 сентября 2024, Дагестан) — за содействие в укреплении государственной безопасности, мужество, отвагу и самоотверженность, проявленные при защите территории Республики Дагестан от международных бандформирований в 1999 году[9]
- Почётный гражданин Богучара (1996)[10]